# Микулинский, Семён Иванович
Князь Семён Иванович Телятевский-Пунков или Микулинский (1509 — ум. 1559/1562) — крупный русский военный и государственный деятель, воевода, наместник и боярин во времена правления Ивана IV Васильевича Грозного, который был его любимцем.
Из княжеского рода Телятевских. Старший из трёх сыновей князя Ивана Андреевича Телятевского-Пунко от брака с дочерью Фёдора Ошуркова из дворянского рода Бороздиных. Имел братьев, князей: Дмитрия и Ивана Ивановичей.

## Биография
Впервые упомянут в купчей 1523-24 года, где назван князем Микулинским.
В 1533 году — в мае первый воевода Передового полка, а в августе-сентябре второй воевода полка правой руки в Туле, в армии развёрнутой для отражения крымских татар.
В 1534 году — первый наместник и воевода «на Резани … за городом». В том же году крымский хан Сахиб I Герай, действуя по призыву польского короля и великого князя литовского Сигизмунда Казимировича, организовал набег на южные владения Русского государства. Большие силы крымских и азовских татар вторглись в рязанскую землю. В жестокой битве вблизи г. Михайлова, длившейся несколько дней, князья Фёдор Иванович Татев и Семён Иванович Пунков-Микулинский разгромили татар и заставили их бежать в степи, захватив и отправив в Москву 53 пленника. В июле этого же года встречал в Рязани ногайских послов и сопровождал их до Коломны. За службы пожалован золотым.
В 1535 году воевода в Чернигове, где отбил осаду польско-литовских войск.
В 1538 году второй береговой воевода Передового полка на Оке близ Рославля.
В октябре 1539 года во время набега калги Эмин-Гирея на Русское государство, воевода, ходил с полком из Рязани против крымцев вторгнувшихся в Каширскую область, из коих многих побил и взял в плен отослав в Москву.
В 1540 году первый воевода Большого полка в Рязани.
В 1541 году — первый воевода в Мещере. В июле татары предприняли Крымский поход на Русь. Князь Семён Иванович, придя из города на берег Оки под г. Белёв, препятствовал вместе с воеводой В. С. Серебряным переправе крымских войск хана Сагиб-Гирей I через реку, атакой отбили переправу войск и принудили крымцев отступить и в дальнейшем преследуя их, принудил удалиться из пределов государства отбив пленных и побив многих крымских воинов. В августе этом же года упомянут первым воеводою у Николы Зарайского, откуда уведомлял Государя о приближении крымцев к российским границам. Русские сторожа передавали, что в пределы государства вторгся сам крымский хан Сахиб-Гирей, царевич Имин, при поддержке ногайцев, турецкого отряда с мощной артиллерией и наёмными стрелками из пищалей. Всего более 100.000 тысяч человек. Передовой отряд крымцев сперва ударил на г. Осётр близ Зарайска. Воевода Назар Семёнович Глебов неожиданно напал на татар, когда враг входил на городские посады, в результате чего был вынужден отступить. Вскоре Сагиб-Гирей вышел со всей Ордой к Оке напротив Ростиславля. Ему противостояла армия князя Дмитрия Бельского находившаяся в Коломне. Туда же выдвинулся с зарайским отрядом и князь Семён Иванович, который подоспел вовремя, так как Передовой полк под командованием князя Ивана Пронского-Турунтая дрогнул и стал по немного отходить с берега реки. К ночи подошли войска и «большой наряд» тяжелая артиллерия. Узнав об этом, крымский хан дал указание уходить и по описанию летописи этот отход превратился в бегство.
В 1542 году, в марте присутствовал при приёме в Москве литовских послов, назван среди князей и детей боярских, которые в Думе не живут, но при послах были, записан под названием «Двор Тверской». В июне этого же года первый воевода, командовал передовым полком в Коломне, в мощной армии князя Д. Ф. Бельского развёрнутой против крымцев и ногайцев.
В 1543 году упомянут воеводою в Рязани, где соединясь с другими воеводами, пришедшие на Рязанские и Зарайские уезда крымские отряды на Куликовом поле разбил и гнал их до реки Меча. В июне этого же года — третий воевода в Нижнем Новгороде «за городом».

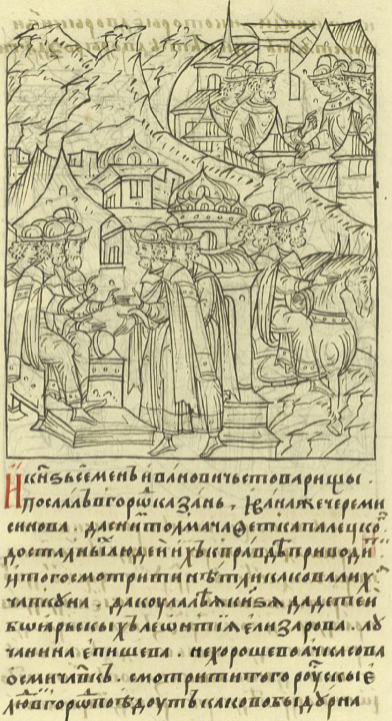
Семён Иванович Микулинский отправляет Ивана Семёновича Черемисинова-Караулова

В апреле 1545 года первый воевода, командовал большим полком судовой рати во время похода на Казань из Нижнего Новгорода. На реке Усть-Казани соединясь с вятскими войсками, вышедшие из Казани против русского войска, казанских татар разбил, окружные поселения выжег и послал отряд на реку Свияга, где также казанцев разбил с большими военными трофеями возвратился в Москву. В качестве пленника был Муртоза-мурза «княжеского» рода. Русские воеводы и дети боярские за этот поход были пожалованы царём «кто о чём бил челом, тех всех по их челобитию пожаловал». Вероятно, что к этому времени относится пожалование князя Семёна Ивановича родовой вотчиной г. Микулин.
В апреле 1546 года служил первым воеводой в Зарайске.
В феврале 1547 года — второй воевода большого полка в неудачном походе русской рати из Нижнего Новгорода на Казанское ханство против бунтующих горных черемис под общим командованием князя Александра Борисовича Горбатого-Шуйского. В декабре того же года во время первого похода Иоанна IV на Казань князь Семён Иванович первый воевода, водил передовой полк из Нижнего Новгорода «х Казани с царем Шигалеем» и наголову разгромил хана Сафу-Гирея на Арском поле вышедших из города войско под предводительством самого казанского царя и гнал их до самого города, где под его стенами многих казанцев побил и разорил окружающие места. За русскими войсками удалившихся от города, казанский хан выслал погоню, но ночью находясь на ночлеге, на них напал отряд князя Семёна Ивановича и полностью разбил.
В декабре 1548 года первый воевода, командовал полком правой руки в Коломне, ожидая набега ногайцев.
В 1549 году послан из Коломны, в зимний поход на Казань, где в трёх боях совершенно разбил казанцев, взяв царский стан со всем имуществом и казну.
В январе 1550 года упоминается среди дворовых воевод Государева полка во втором царском походе из Нижнего Новгорода на Казань. Простояв под городом 11 дней, в результате распутицы, армия была вынуждена вернуться назад. После возвращения из которого был пожалован в бояре. В апреле воевода Большого полка в Рязани. В июле того же года упоминался среди прочих бояр во время царского похода «по путимским вестем» воеводой войск правой руки к Коломне", где ждали 20 тысячное войско крымцев. В начале августа «отпустил царь и великий князь на поля … в большом полку» князя Семёна Ивановича первым воеводой пяти полков против 30 тысяч крымских татар пришедших на мещерские и казанские места. Татары узнав о выдвижении крупных сил не решились вступить в единоборство и отступили. Осенью упомянут третьим дворовым воеводою в государевом Казанском походе во Владимир и Нижний Новгород, где ведал детей боярских, смотрел и ставил сторожей в государевом стане. Придя под Казань стоял на Царёвом лугу у Кабана-озера.
В апреле 1551 года князь Семён Иванович принял участие в походе для постройки Свияжска, где он был назначен первым воеводой. Крепость заложили 17 мая, а уже на следующий день, для отвлечения казанцев от начала строительства города, он ввязался в жестокий бой на казанском посаде, понёс потери, но поста своего не оставил. На протяжении всего строительства, для отвлечения сил русские отряды постоянно проводили рейды для отвлечения казанцев. 30 июня 1551 года на пустынном месте, заросшим лесом, стоял новый город. Ему было указано по построению города распределить других воевод по его воротам, а с августа назначен первым воеводою в самом городе, где годовал.
В 1552 году, Иван Грозный стремясь включить Казанское ханство в состав Русского государства мирным путём, назначил князя Семёна Ивановича наместником в Казани. В марте по оставлении царём Шиг-Алеем царства Казанского, посылал к знатным казанцам послов с требованием прибытия в Свияжск для принесения присяги на верность Ивану Грозному и послал служилых людей для приведения к присяге жителей Казани, а после сам с войском подошел к стенам Казани, но, не доходя до города, узнал о возмущении в нём и вернулся в Свияжск. В апреле послал Государю донесение о прибытии в Свияжск боярина Юрьева с войском, об отправку царя Шиг-Алея в назначенный ему город, о болезни поразившей многих служилых людей и об измене казанцев. В июне ходил первым воеводою Большого полка из Свияжска на изменившие горные народы, на многих боях их разбил, усмирил и и вновь привёл к присяге в верности. В августе первым встречал Государя за два дня пути до Свияжска. В сентябре первый воевода, перешёл со своим полком из государева стана «от Казани к Арскому … и на арские места», где казанцев победил, множество пленил (всего около 5.000 тыс. чел), острог их Арчу выжег, вынудив капитулировать гарнизон пленив 12 арских князей, освободив большое количество русских пленных. После этих успешных действий русские воеводы взяли 30 острогов «великих же и малых». Пригнав захваченный скот, князь Семён Микулинский снял с «голодного пайка» русские рати. В октябре участвовал в осаде и взятии Казани, где погиб его брат князь Дмитрий, откуда он был направлен в урочище Пужболд в погоню за бегущими из города неприятелем, коих нагоняя многих побил. Возвратившись из погони вновь принял участие в штурме Казанского кремля и по сообщениям «Казанской истории», был серьёзно ранен (по другим данным получил множество лёгких ранений) в воротах Нур-Али (Муралиевых).
В 1552/53 году, вскоре после взятия Казани был назначен двинским наместником.
В мае 1553 года князь Семён Иванович первый воевода, прибыл с полком правой руки в Серпухов, где поступил под командование удельного князя Владимира Андреевича Старицкого, для охранения от крымцев. «С августа 1-го числа царь и великий князь боярина князя Семёна Ивановича Микулинского из Серпухова отпустил для казанские службы». В сентябре воевода во Владимире. В декабре во главе Большого полка князь выступил из Нижнего Новгорода и в начале 1554 года, за месяц русское войско под его командованием опустошило обширную территорию и привело к присяге население Арской стороны «от Казани вверх по Каме» 150 вёрст «а от Волги к Вятке поперек 200 верст», «и взяли языков счетных» 6 тысяч человек, «а всякого полону» — 15 тысяч, освободив около 8 тысяч русских пленников. С сеунчем в Москву к Государю был послан от князя Микулинского — Назарий Глебов, который сообщил о полной победе.
Зимой 1553-1554 года командовал русской ратью и отрядами касимовских татар в карательном походе «ис Казани … на луговую сторону и на арские места … которые государю не прямят», за что пожалован золотым корабельником. В этом же 1554 году был обвинён князем С. В. Ростовским в желании видеть новым государём князя Владимира Андреевича Старицкого, а не законного наследника царевича Дмитрия Ивановича. Ложные обвинения не повлияли на дальнейшую судьбу князя Семёна Ивановича.
В 1554-1555 годах наместник на Двине и был им по крайней мере до августа 1556 года. По государеву указу посылал на ладьях лучших двинцев в Мурманское море к найденным в море двум кораблям с мёртвыми людьми, с целью переписать их товары и все прочее и доставить корабли в Холмогоры.
В 1557-1558 годах первый воевода в Казани, где говал.
Зимой 1558-1559 года князь Семён Иванович участвовал в Ливонской войне, где возглавлял большой полк русской рати в походе против Ливонского ордена и принял деятельное участие в опустошении орденских владений. Его рать подошла к Риге, взяв и разорив 7 городов, сожгла ливонский флот, опустошила значительные территории Ливонии, в частности взяв 11 замков, откуда вывезли всю артиллерию, ценное имущество и церковные колокола. В бою у Чествина неприятель был разгромлен, было побито 400 вражеских бойцов, погибли «воеводы немецкие Гедерт и Ганус». В 1559 году участвует в зимнем походе с ногайским царевичем Тахтамыш-солтаном (выехал из Ногайской Орды в Россию в 1556 году) на Лифляндию, после взятия Юрьева, оставлен в городе первым воеводою Большого полка с девятью головами. По сообщениям «Казанской истории» в этом походе князь получил серьёзное ранение в шею, ускорившее его кончину. В феврале русская армия вернулась из похода со множеством пленников, среди них 34 дворянина и некий Янатув, печатник архиепископа рижского. Государь послал ему и воеводам жалование. В марте этого же года упомянут первым дворовым воеводою в государевом походе в Тулу по «крымским вестям» против войск хана Девлет-Гирея, а после в походе третий боярин с государём в Коломне.
В 1560 году годовал первым воеводою в Казани.
Умер в 1562 году, приняв перед смертью иноческое имя Сергий.
В родовом имении Микулине князь Семён Иванович, на месте старой церкви выстроенной в 1398/99 годах по приказу Михаила Александровича, выстроил новый каменный собор Михаила Архангела, где и был похоронен. Его гробница была засыпана при реконструкции храма в XIX веке.
Согласно «Казанской истории», царь присутствовал на похоронах князя Семёна Ивановича: «и проводи его до гроба самодержец» «с плачем и со слезами». Дважды, в своих посланиях князю А. М. Курбскому (1564 г.) и в переписке В. Г. Грязному (1574 г.), царь Иван IV Васильевич упоминал имя князя Семёна Ивановича. В первом случае царь приписал личной инициативе назначение князя командующим русским войском в Казанском походе 1545 года, во втором — назвал его наряду с родным дядей М. В. Глинским в качестве единственного человека, на которого поменял бы плененного в Молодинской битве 1572 года Дивея-мурзу.

## Семья
От брака с дочерью боярина В. Г. Морозова-Поплевина — Евдокией урождённой Морозовой имел сына Петра (умер 09 августа по видимому 1564 года), по которому его мать в 1564 году дала вклад в Иосифо-Волокаламский монастырь ржи на 56 рублей. В этом же году в этот же монастырь по себе и сыне дала ценностей на 70 рублей.

## Критика
П. Н. Петров в «Истории родов русского дворянства» показывает дату смерти князя Семёна Ивановича — 1568 год.
По М. А. Зинько князь Семён Иванович скончался 12 августа 1559 года. Дата была высечена на каменной плите, покрывавшей деревянный гроб князя С. И. Микулинского, и упомянут в кормовой книге Кирилло-Белозерского монастыря.
В Дворовой тетради отмечено, что князь Семён Иванович «68-го умре» — 1560 год.
А. Б. Лобанов-Ростовский в «Русской родословной книге», М. Г. Спиридов и В. Н. Берх показывают дату смерти — 1562 год.
По мнению А. А. Зимина, князь С. И. Микулинский, как указано выше, находившийся в Холмогорах, участвовал «в боярском „мятеже“ марта 1553 года» и не хотел присягать царевичу Дмитрию Ивановичу, поскольку в 1554 году якобы поддерживал князя С. В. Ростовского.